# 栄藤仁美
栄藤 仁美（えとう ひとみ、1989年4月23日 - ）は、日本のタレント、コメンテーター、事業家である。京都府出身。講談社主催のオーディション『ミスiD2017』で安藤美冬賞を受賞した。
セントラル株式会社所属とは契約を満了。のちにTWIN PLANET所属。

## 経歴・人物
祖父は川島織物の4代目川島甚兵衛。その祖父2代目川島甚兵衛は、ゴブラン織の国産化に尽力した人物である。
先祖は足利尊氏で直系の子孫にあたるという。
家系図を所有しており、サンデージャポン初登場時に公開した。

日本の社長は「だいたい友達」とサンデージャポン出演時に明かしており、宇宙旅行を予定している友人がいるなど。仰天エピソードを披露していた。

## 出演

### テレビ
- サンデージャポン（TBS） 2018年9月23日
- モーニングCROSS（東京MX）2018年6月28日、2018年9月20日
- 有田哲平の夢なら醒めないで（TBS） 2018年12月4日

### web
- 日刊SPA! 取材（2018年2月3日、2018年2月10日）
- bizSPA! 不定期連載（2018年6月6日〜）

### ラジオ
- 笹川友里のプレシャスサンデー（TBSラジオ、2017年1月7日〜1月レギュラーゲスト）
- ちょこっとやってまーす!（2018年4月8日 - 2020年4月19日、MBSラジオ） - レギュラー[4]

### ネットテレビ
- うさぎたちのもちつき (2008年、ネットシネマ.TV)
- りゅうちぇる×ちゃんねる（2017年4月14日 ゲスト 、AbemaTV）
- 指原莉乃&ブラマヨの恋するサイテー男総選挙（2017年11月28日 ゲスト 、AbemaTV）
- Abema Prime（2019年5月14日 ゲスト 、AbemaTV）

### その他
- スペシャルビューティージャパン審査員[5]